# Paduniella subhakara
Paduniella subhakara är en nattsländeart som beskrevs av Schmid 1958. Paduniella subhakara ingår i släktet Paduniella och familjen tunnelnattsländor. Inga underarter finns listade i Catalogue of Life.